# Matesova skala
Matesova skala (925 m n. m.) je kopec ve Slovenském krasu na jihovýchodním Slovensku. Nachází se na území okresu Rožňava asi 2 km severně od obce Bôrka. Severní svahy kopce spadají do údolí Chotárneho potoka, západní do údolí Červeného potoka. Matesova skala je nejvyšším bodem Slovenského krasu.

## Přístup
- po zelené  značce ze Zádielské doliny
- po zelené  značce z rozcestí Bodovka

(zelená značka prochází asi 200 m pod vrcholem)